# Manado
Manado là thủ phủ của tỉnh Sulawesi Utara của Indonesia. Manado nằm ở vịnh Manado, bao quanh bởi các khu vực núi non. Thành phố có dân số khoảng 600.000 người. Về mặt hành chính, Manado được chia ra làm 5 quận: Wenang, Sario, Malalayang, Molas, and Mapanget.

## Lịch sử
Công ty Đông Ấn Hà Lan đã xây dựng một pháo đài ở Manado năm 1658. như các vùng khác ở Đông Indonesia, Manado đã trải qua thời gian bị các nhà truyền đạo Hà Lan bao gồm Riedel và Schwarz truyền Kitô giáo. Hoàng thân Java Diponegoro bị lưu đày ở Manado bởi chính phủ Hà Lan năm 1830. Nhà sinh vật học người Anh Alfred Wallace đã thăm Manado năm 1859, và đã ca ngợi vẻ đẹp đô thị này. Thành phố này bị bom của Đồng Minh phá hoại trong Thế chiến 2. Năm 1958, trụ sở của phong trào phiến quân Permesta được dời đến Manado. Khi Permesta đối đầu với chính phủ bằng các yêu sách cải tổ chính trị, khu vực và kinh tế, Jakarta đã trả lời bằng cách dội bom thành phố tháng 2 năm 1958 và xâu lược thành phố tháng 6 năm 1958.

## Du lịch
Là thành phố lớn nhất khu vực này, Monado là điểm trung chuyển du lịch chính của du khách. Sân bay quốc tế Sam Ratulangi của Monado là một trong những cửa ngõ chính của Indonesia với 15.000 khách quốc tế đến quốc gia này thông qua sân bay này năm 2005.Các điểm tham quan xung quanh bao gồm Hồ Tondano, Núi lửa Lokon, Núi lửa Klabat và Núi lửa Mahawu.

## Ngôn ngữ
Ngôn ngữ được dân địa phương sử dụng ở Manado và phụ cận được gọi là Manado Malay.